# Tiểu Ất
Tiểu Ất (chữ Hán: 小乙, trị vì: 1352 TCN – 1325 TCN, tuy nhiên Hạ Thương Chu đoạn đại công trình lại xác định thời điểm kết thúc thời gian trị vì của ông là khoảng năm 1251 TCN, tức 74 năm muộn hơn), tên thật Tử Liễm (子敛), là vua thứ 21 nhà Thương trong lịch sử Trung Quốc.

## Thân thế
Tiểu Ất là con thứ của Tổ Đinh (祖丁) - vua thứ 16 nhà Thương và là em của Dương Giáp (陽甲), Bàn Canh (盘庚) và Tiểu Tân (小辛) - các vua thứ 18, 19 và 20 nhà Thương. Khoảng năm 1353 TCN, Tiểu Tân qua đời, Tiểu Ất lên nối ngôi.

## Trị vì
Trong năm thứ sáu sau khi lên ngôi, ông ra lệnh cho con trai của ông là Vũ Đinh (武丁) đến sống tại Hà (河) và học tập tại Cam Bàn (甘盘). Khoảng năm 1332 TCN, ông qua đời, ở ngôi tất cả 28 năm (có tài liệu ghi là 10 năm). Như vậy 4 anh em Dương Giáp lần lượt truyền ngôi cho nhau làm vua trong hơn 80 năm. Vũ Đinh do vậy lên nối ngôi .
Giáp cốt văn khai quật tại Ân Khư ghi ông là vua thứ 20 của nhà Thương .